# Redwan al-Kashif
Radwan al-Kashif (àrab : رضوان الكاشف) (6 d'agost de 1952 – 5 de juny de 2002) va ser un director de cinema egipci progressista, va néixer a El Caire. Va començar com a assistent de Youssef Chahine i Daoud Abdel Sayed, després va signar el seu primer llargmetratge el 1993, Leh ya banafsieg, premiat al Festival Internacional de Cinema del Caire. Les seves altres dues pel·lícules estan marcades pel coneixement del paisatge egipci i per la poesia.

## Filmografia
- 1993 : Leh ya banafsieg
- 1998 : Arak el-balah
- 2001 : al Saher

## Premis
- 1998 Festival dels Tres Continents : premi del públic per Arak el-balah[2]